# Gobernador de Nueva Esparta
El gobernador del estado Nueva Esparta  es el jefe del ejecutivo del estado venezolano de Nueva Esparta y dirige un grupo secretarios estadales de su confianza. El gobernador es elegido por el pueblo mediante voto directo y secreto para un período de cuatro años y con la posibilidad de reelección para periodos iguales, siendo el encargado de la administración estatal. 
Hasta 1989, los gobernadores eran designados por el poder ejecutivo nacional, desde entonces varios partidos se han alternado en la gobernación del Estado.
La actual gobernadora es Marisel Velásquez, quien se encuentra en el cargo desde el 3 de junio de 2025.

## Gobernadores designados
- 1945-1946, José Lino Quijada
- 1946-1948, Guillermo Salazar Meneses
- 1948-?,    José Emilio Cegarra
- 1958-1959, Luis Villalba Villalba
- 1970-1973, Bernardo Acosta
- ?,         Heraclio Narváez Alfonzo
- 1979-1981, Pedro Luis Briceño Borberg
- 1981-1984,  Augusto Hernández
- 1984-1985, Jesús Pérez Salazar.
- 1985-1986, Pablo Márquez. Designado por el presidente Jaime Lusinchi
- 1986-1988, Morel Rodríguez Ávila. Designado por el presidente Jaime Lusinchi
- 1988-1989, Jesus Rafael Aguilera Alfonzo
- 1989, Jose Luiz Bruzual Salazar
- 1989-1990, Francisco Mata Díaz. Designado por el presidente Carlos Andrés Pérez

## Gobernadores electos
| N.º | Gobernador | Gobernador            | Período                 | Período                 | Partido | Elección | % de votos | Notas |
| N.º | Retrato    | Titular               | Inicio                  | Final                   | Partido | Elección | % de votos | Notas |
| --- | ---------- | --------------------- | ----------------------- | ----------------------- | ------- | -------- | ---------- | --- |
| 1.  |            | Morel Rodríguez Ávila | 23 de enero de 1990     | 23 de enero de 1996     |         | 1989     | 49,02      | Primer gobernador bajo elecciones directas. Se realizaron elecciones adelantadas en la entidad en 1994.                                                                                                |
| 1.  | 1992       | Morel Rodríguez Ávila | 23 de enero de 1990     | 23 de enero de 1996     | 48,81   |          |            | Primer gobernador bajo elecciones directas. Se realizaron elecciones adelantadas en la entidad en 1994.                                                                                                |
| 1.  | 1994       | Morel Rodríguez Ávila | 23 de enero de 1990     | 23 de enero de 1996     | 50,43   |          |            | Primer gobernador bajo elecciones directas. Se realizaron elecciones adelantadas en la entidad en 1994.                                                                                                |
| 2.  |            | Rafael "Fucho" Tovar  | 23 de enero de 1996     | 11 de enero de 1999     |         | 1995     | 48,25      | Falleció en enero de 1999, durante su mandato. |
| 2.  | 1998       | Rafael "Fucho" Tovar  | 23 de enero de 1996     | 11 de enero de 1999     | 46,31   |          |            | Falleció en enero de 1999, durante su mandato. |
| 3.  |            | Irene Sáez Conde      | 20 de abril de 1999     | 8 de junio de 2000      |         | 1999     | 70,29      | En 1999 se realizaron elecciones adelantadas en el estado por el deceso del gobernador Tovar. Fue destituida de su cargo por la Asamblea Legislativa debido a que le declararon una ausencia absoluta. |
| 4.  |            | Alexis Navarro Rojas  | 8 de junio de 2000      | 31 de octubre de 2004   |         | 2000     | 49,82      | Se realizaron elecciones generales adelantadas en el 2000 por la aprobación de la Constitución de 1999                                                                                                 |
| 5.  |            | Morel Rodríguez Ávila | 31 de octubre de 2004   | 28 de diciembre de 2012 |         | 2004     | 51,33      | |
| 5.  | 2008       | Morel Rodríguez Ávila | 31 de octubre de 2004   | 28 de diciembre de 2012 | 57,53   |          |            | |
| 6.  |            | Carlos Mata Figueroa  | 28 de diciembre de 2012 | 23 de octubre de 2017   |         | 2012     | 54,06      | Se realizaron elecciones generales adelantadas en el 2000 por la aprobación de la Constitución de 1999                                                                                                 |
| 7.  |            | Alfredo Díaz Figueroa | 23 de octubre de 2017   | 4 de diciembre de 2021  |         | 2017     | 51,81      | |
| 8.  |            | Morel Rodríguez Ávila | 4 de diciembre de 2021  | 25 de mayo de 2025      |         | 2021     | 42,56      | |
| 9.  |            | Marisel Velásquez     | 3 de junio de 2025      | Presente                |         | 2025     | 55,53      | Actual gobernadora |